# Estación de Ventura Rodríguez
Ventura Rodríguez es una estación de la línea 3 del Metro de Madrid ubicada bajo la calle de la Princesa, a la altura de la intersección con la calle del mismo nombre.

## Historia

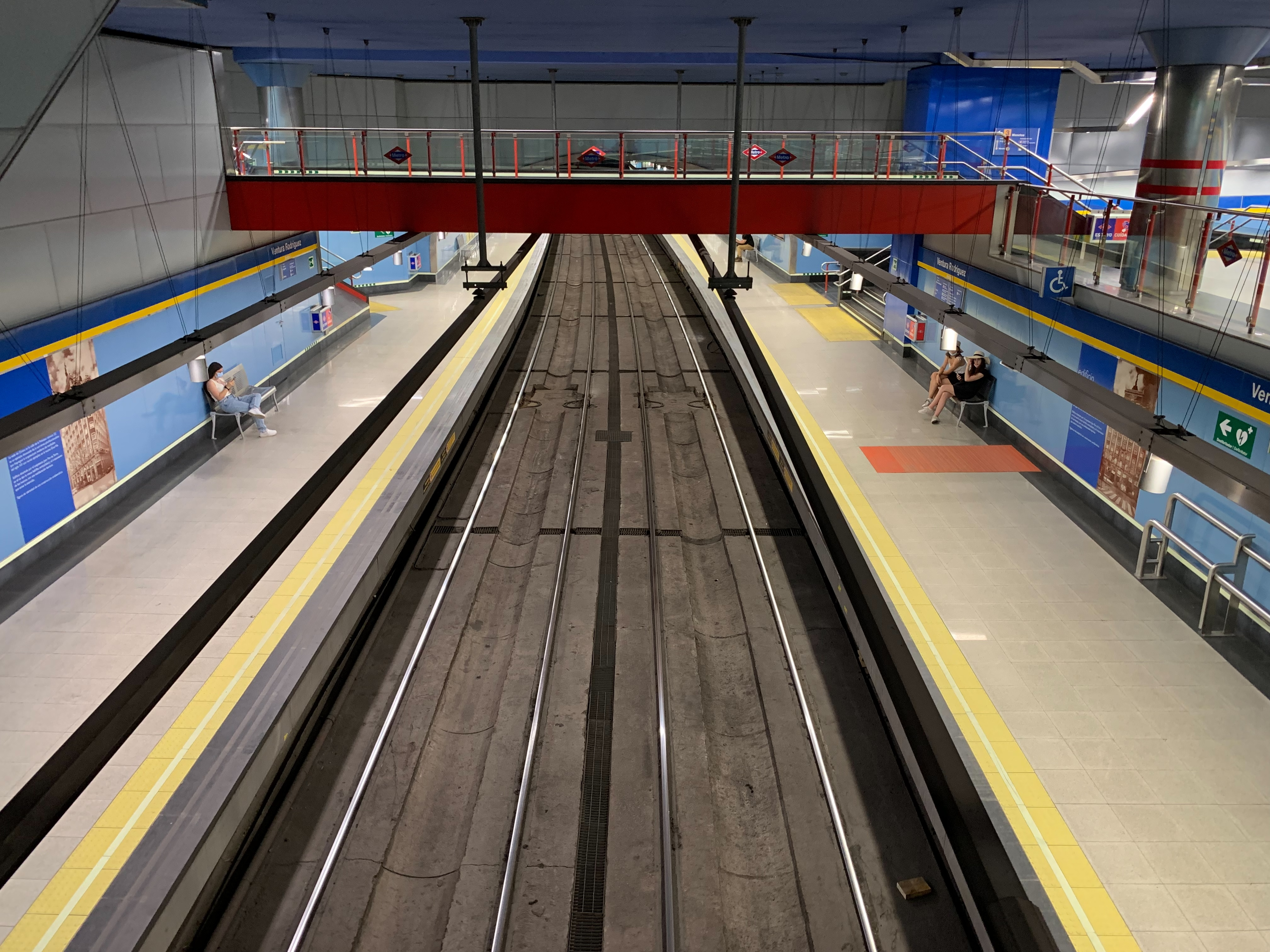
Interior de la estación

Los orígenes de la estación de Ventura Rodríguez, aunque construida a finales de los años 1930 y abierta en 1941, fue totalmente rediseñada en la remodelación que sufrió la línea 3 entre 2003 y 2006.
El acceso se construyó mediante el mismo método que el usado en las anteriores, si bien en esta estación se comunicó el vestíbulo y andén con sentido a El Casar con una rampa, en vez de un ascensor. Las planchas de las paredes son de color azul y en algunas de ellas se exponen textos y fotos de edificios de la zona.
La estación abrió al público el 15 de julio de 1941 y recibe este nombre por el arquitecto madrileño del siglo XVIII Ventura Rodríguez.

## Accesos
Vestíbulo Ventura Rodríguez
- Princesa, impares C/ Princesa, 23
- Princesa, pares C/ Princesa, 22
- Ascensor C/ Princesa, 22

## Líneas y conexiones

### Metro
| << cabecera | < estación      | línea | estación > | cabecera >> |
| ----------- | --------------- | ----- | ---------- | ----------- |
| El Casar    | Plaza de España |       | Argüelles  | Moncloa     |

### Autobuses
| Diurnos   |                                                |                                         |
| Línea     | Destino                                        | Parada                                  |
| 1         | Plaza de Cristo Rey                            | 172 VENTURA RODRIGUEZ (C/ Princesa, 16) |
| 2         | Reina Victoria                                 | 172 VENTURA RODRIGUEZ (C/ Princesa, 16) |
| 44        | Marqués de Viana                               | 172 VENTURA RODRIGUEZ (C/ Princesa, 16) |
| 133       | Mirasierra                                     | 172 VENTURA RODRIGUEZ (C/ Princesa, 16) |
| 138       | Plaza de Cristo Rey                            | 172 VENTURA RODRIGUEZ (C/ Princesa, 16) |
| C1        | Circular 1                                     | 172 VENTURA RODRIGUEZ (C/ Princesa, 16) |
| 001       | Moncloa                                        | 172 VENTURA RODRIGUEZ (C/ Princesa, 16) |
| 1         | Prosperidad                                    | 173 VENTURA RODRIGUEZ (C/ Princesa, 17) |
| 2         | Manuel Becerra                                 | 173 VENTURA RODRIGUEZ (C/ Princesa, 17) |
| 44        | Plaza del Callao                               | 173 VENTURA RODRIGUEZ (C/ Princesa, 17) |
| 133       | Plaza del Callao                               | 173 VENTURA RODRIGUEZ (C/ Princesa, 17) |
| 74        | Parque de las Avenidas                         | 173 VENTURA RODRIGUEZ (C/ Princesa, 17) |
| C2        | Circular 2                                     | 173 VENTURA RODRIGUEZ (C/ Princesa, 17) |
| 138       | San Ignacio de Loyola                          | 173 VENTURA RODRIGUEZ (C/ Princesa, 17) |
| 001       | Estación de Atocha                             | 173 VENTURA RODRIGUEZ (C/ Princesa, 17) |
| Nocturnos |                                                |                                         |
| Línea     | Destino                                        | Parada                                  |
| N21       | Arroyo del Fresno                              | 172 VENTURA RODRIGUEZ (C/ Princesa, 16) |
| NC1       | Circular 1 (> Cuatro Caminos - Manuel Becerra) | 172 VENTURA RODRIGUEZ (C/ Princesa, 16) |
| N21       | Plaza de Cibeles                               | 173 VENTURA RODRIGUEZ (C/ Princesa, 17) |
| NC2       | Circular 2 (> Pza. España - Atocha)            | 173 VENTURA RODRIGUEZ (C/ Princesa, 17) |